# Малиновка (Чериковский район)
Малиновка (бел. Малі́наўка) — деревня в Чериковском районе Могилёвской области Беларуси. В составе Вепринского сельсовета.
Территория бывшей деревни в Вепринском сельсовете (с 1927 года по 24 июня 1960 года — центр ликвидированного Холмянского сельсовета) Чериковского района Могилёвской области.
В результате катастрофы на Чернобыльскай АЭС и радиационного загрязнения жители в 1990-е годы переселены в чистые районы.

## История
Известна с 1777 года как деревня в Чериковской округе. В 1869 году являлась господским двором Чериковского уезда.
В 1976 году была присоединена деревня Холмы.

## Население
Население, жителей:
- 1785 — 29
- 1897 — 23
- 1926 — 31
- 1990—364
- 2007 — 2